# Mezőkövesd-Zsóry SE
Maillots
Actualités
Le Mezőkövesd-Zsóry SE est un club de football hongrois basé à Mezőkövesd. L'équipe est sponsorisée par le bain thermal de Zsóry à Mezőkövesd.

## Historique
Le club est fondé en 1975. Il a rejoint pour la première fois de son histoire la D1 lors de la saison 2012-2013 après avoir terminé premier de D2, 3 points seulement devant le Vasas SC. À la fin de sa première saison dans l'élite, le club est relégué en Nemzeti Bajnokság II en finissant 15e (sur 16 équipes) avec seulement 24 points. Mais Mezőkövesd remontera en D1 2 saisons plus tard, en étant la meilleure défense du championnat. Puis lors des 3 saisons suivantes, l'équipe ne fait que se maintenir avec une 8e, une 9e et une 6e place en 2018-2019. Lors de la saison 2019-2020, le club finit quatrième du championnat et manque leur première Ligue Europa de seulement quatre points. Mezőkövesd atteint également la finale de la Coupe hongroise.

## Palmarès
- Championnat de Hongrie de football D2:
  - Champion (1) : 2012–13
  - Vice-champion (1) : 2015–16

- Coupe de Hongrie
  - Finaliste (1) : 2020